# ناپدید شدن مجسمه‌های شهر تهران

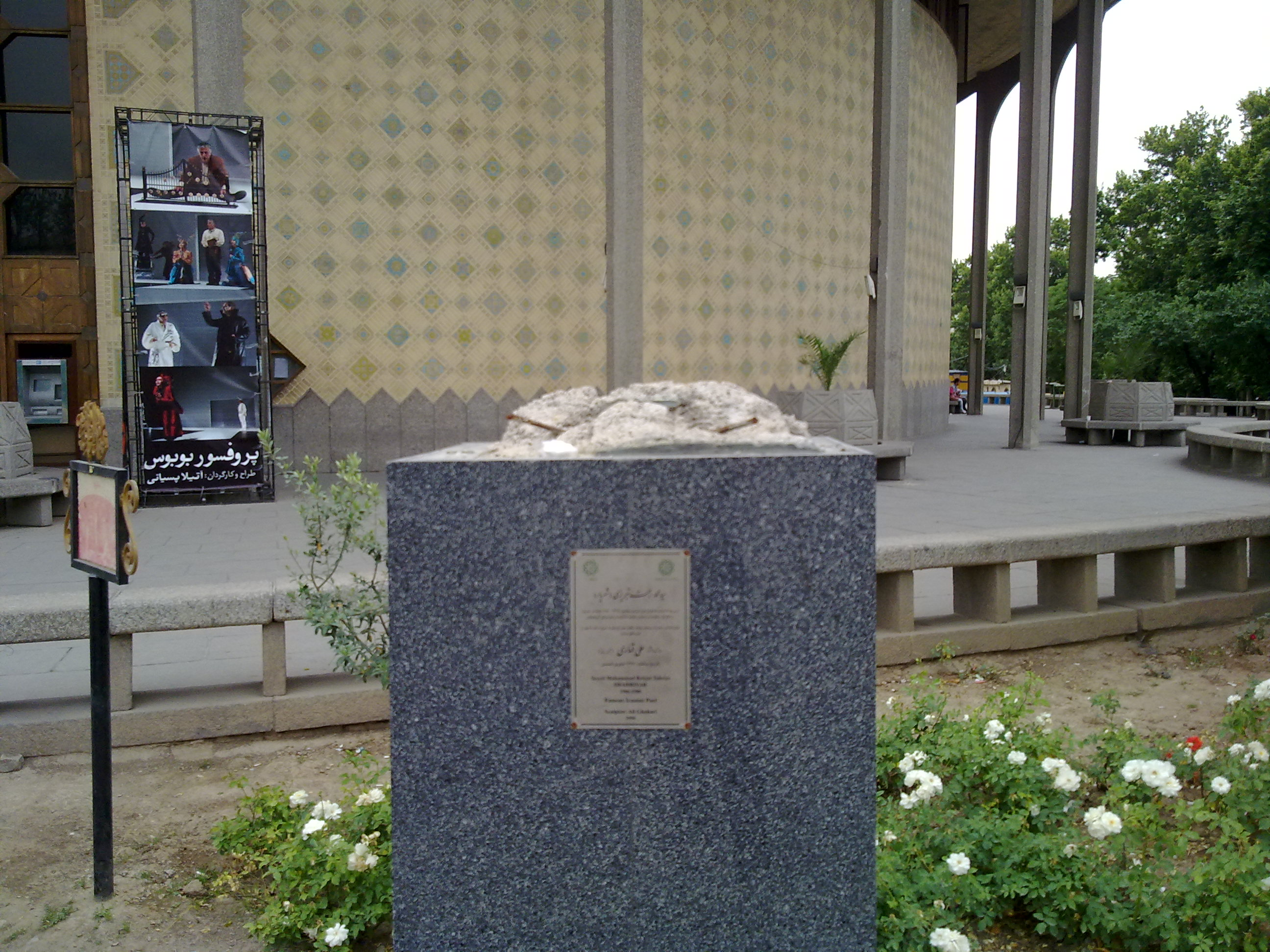
مجسمهٔ دزدیده شده شهریار بر روی این سنگ قرار داشت

تعدادی از مجسمه‌های نصب شده در سطح شهر تهران در طی مدت کوتاهی در سال ۱۳۸۹ ناپدید شدند. مقامات ایران آن را سرقت اعلام کرده‌اند اما برخی دیگر آن را جمع‌آوری توسط مقامات دولتی یا گروه‌های مذهبی مورد حمایت دولت توصیف می‌کنند.
تعداد این مجسمه‌ها تا اردیبهشت ۸۹ به ۱۲ مورد رسیده که هر یک بین ۷۰ تا ۷۰۰ کیلو وزن دارند. محمدباقر قالیباف شهردار تهران امکان سرقت با انگیزه‌های غیر مالی را رد نکرده و پیگیری آن را از مسئولیت‌های نیروی انتظامی اعلام کرده‌است. گروه ویژه‌ای هم در پلیس آگاهی مأمور رسیدگی به موضوع سرقت‌های شده اما تاکنون خبری در مورد دستگیری یا یافتن نشان سارقان اعلام نشده‌است.
سرقت مجسمه در سایر شهرهای ایران نیز روی داده از جمله در شیراز دیگ نذری مجسمه ای که به مناسبت پخت بزرگ‌ترین غذای نذری جهان در یکی از پارک‌های این شهر نصب شده بود سرقت شد.

## مجسمه‌ها
اغلب این مجسمه‌ها آثاری شاخص از هنرمندانی مطرح بودند، اسامی آن‌ها عبارتند از: مجسمهٔ ستارخان اثری از شهریار ضرابی واقع در خیابان ستارخان، مجسمهٔ باقرخان از شهریار ضرابی واقع در خیابان شهرآرا، مجسمهٔ صنیع خاتم از حمید شانس واقع در پارک ملت، مجسمهٔ زندگی از فاطمه امدادیان و مجسمه‌ای از محمد مددی واقع در خانهٔ هنرمندان ایران، مجسمهٔ استاد شهریار از علی قهاری در پارک دانشجو، دو مجسمه از دکتر شریعتی در پارک شریعتی از حمید شانس، مجسمهٔ مادر و فرزند از هژیر ابراهیمی در شهرک غرب، مجسمهٔ ابن سینا از عذرا عبدالنبی در پارک بهجت آباد، مجسمهٔ گوساله در دانشکدهٔ دامپزشکی دانشگاه تهران، مجسمهٔ برنزی از روح‌الله شمسی‌زاده در پارک استقلال تهران.

### مجسمه گوساله
پس از سرقت مجسمه «گوساله» از دانشکده دامپزشکی دانشگاه تهران، رئیس «پلیس تهران بزرگ» اعلام کرد که سرقت ان مجسمه گزارش نشده بود ولی مدیرکل «حراست دانشگاه تهران» اعلام کرد که این سرقت به نیروی انتظامی گزارش شده و از حضور نیروی «آگاهی تهران بزرگ» پس از سرقت مجسمه خبر داد.

### سابقه
در آذرماه سال ۱۳۸۷ گروهی از مجسمه‌ها به سرقت رفتند. همچنین در طی چند سال، چهار مجسمه از هفت مجسمه ساخت پرویز تناولی که در پارک دانشجو قرار داده شده بود به سرقت رفته بودند.

### فهرست مجسمه‌ها
| ردیف | نام مجسمه                | مکان                           | سازنده           | تاریخ ساخت         |
| ---- | ------------------------ | ------------------------------ | ---------------- | ------------------ |
| ۱    | ستارخان                  | خیابان ستارخان                 | شهریار ضرابی     |                    |
| ۲    | باقرخان                  | واقع در خیابان شهرآرا          | شهریار ضرابی     |                    |
| ۳    | صنیع خاتم                | پارک ملت                       | حمید شانس        |                    |
| ۴    | زندگی                    | خانه هنرمندان ایران            | فاطمه امدادیان   | ۱۳۸۵               |
| ۵    | ؟                        | خانه هنرمندان ایران            | محمد مددی        |                    |
| ۶    | استاد شهریار             | مقابل تئاتر شهر(پارک دانشجو)   | علی قهاری        |                    |
| ۷–۸  | شریعتی                   | دو مجسمه در پارک شریعتی        | حمید شانس        |                    |
| ۹    | مادر و فرزند             | شهرک غرب                       | هژبر ابراهیمی    |                    |
| ۱۰   | ابن سینا                 | پارک بهجت‌آباد                  | عذرا عبدالنبی    | قبل از انقلاب ۱۳۵۷ |
| ۱۱   | گوساله                   | دانشکده دامپزشکی دانشگاه تهران |                  |                    |
| ۱۲   | مجسمه برنزی پارک استقلال | پارک استقلال                   | روح‌الله شمسی‌زاده | ۱۳۷۶               |

### شایعات
جمع‌آوری برای مرمت توسط شهرداری تهران: مجتبی موسوی، مدیر اداره حجم سازمان زیباسازی شهرداری تهران در ابتدا از ناپدید شدن مجسمه‌ها اظهار بی‌اطلاعی کرده بود. در ۲۱ اردیبهشت سازمان زیباسازی شهرداری اعلام کرده بود که ۴ مجسمه شامل سردیس «نواب صفوی»، اثر حسین علی عسگری در منطقه ۱۰ ابتدای بزرگراه نواب، سردیس «دانته» اثر هنرمند ایتالیایی در پارک شهر، مجسمه «ابوسعید ابوالخیر» اثر محمد بیگ زاده در میدان منیریه و سردیس «اقبال لاهوری» اثر حمید رضایی واقع در بوستان مشاهیر شهرری به دلیل اجرای پروژه، بازسازی یا اصلاح جمع‌آوری شده‌اند اما در ۲۳ اردیبهشت سخنگوی شهرداری تهران، خبر برداشته شدن چهار مجسمه از مجموع مجسمه‌های سرقت‌شده، توسط مأموران شهرداری را تکذیب کرد و این خبرها را «بازی با افکار عمومی» دانست.

## پیگیری قانونی
سرهنگ عباسعلی محمدیان، رئیس پلیس آگاهی تهران در گفتگو با خبرگزاری کار ایران، ایلنا، گفته‌است پلیس در حال بررسی این سرقت هاست. در حالی که آغاز «ناپدید شدن» مجسمه‌ها در تهران به تعطیلات نوروزی بازمی‌گردد، آغاز شده‌است، حسین ساجدی‌نیا افزوده‌است: «تا قبل از روز گذشته هیچ شکایتی مبنی بر مفقود شدن مجسمه‌ها به پلیس گزارش نشده بود، ولی از چهار روز گذشته که این موضوع در پایتخت مطرح شد پلیس تیم ویژه‌ای را برای دستگیری سارقان و کسب علت سرقت سریالی مجسمه‌های تهران آغاز کرد».
شوشتری، مدیرعامل سازمان زیباسازی شهر تهران از ضبط فیلم سرقت یکی از مجسمه‌های ربوده شده شهرداری توسط دوربین‌های مرکز کنترل ترافیک خبر داد و گفت: «شکایت شهرداری در مورد این موضوع تنظیم شده و همراه با مستندات از طریق اداره حقوقی در حال پیگیری و تحویل به نیروی انتظامی است.»

## فرضیه‌ها

مجسمه علی شریعتی در پارک شریعتی پیش از ناپدیدشدن

### فرضیه دزدیده شدن برای فروش
حجت‌اله ملاصالحی مدیر عامل سابق سازمان زیباسازی شهرداری تهران گفته: «سرقت ۱۰ مجسمه (با احتساب قیمت حدود ۱۰ تا ۱۲ میلیون) ۱۰۰ میلیون تومان به شهر خسارت وارد کرده‌است. … به راحتی این مجسمه‌ها را دزدیده‌اند و مشکلی برای بردن آن‌ها نداشته‌اند.» همچنین گفته «به عنوان مثال مجسمه مدرس که در کنار خیابان قرار دارد، افراد می‌توانند از تاریکی شب استفاده کرده و آن را بربایند. این در حالی است که رئیس پلیس آگاهی تهران بزرگ از شناسایی تعدادی مظنون خبر داده و گفته: «سرقت سریالی مجسمه‌های تهران کار افراد عادی نیست و تاکنون تعدادی مظنون شناسایی شده‌اند.»
رد فرضیه دزدیده شدن برای فروشمقامات ایران ناپدید شدن مجسمه‌ها را سرقت توصیف کرده‌اند ولی برخی این فرضیه را غیرقابل قبول می‌دانند. از جمله جعفر نجیبی، مجسمه‌ساز، می‌گوید: «مجسمه استاد معین ۱۴۰ کیلو وزن داشت. الان برنز دست دوم حدود کیلویی دو تا چهار هزار تومان در بازار قیمت دارد. با توجه به وزن این اثر اگر در بازار فروخته شود، حدود ۳۰۰ هزار تومان به فروش می‌رسد.» او با احتساب هزینه ۱۰۰ هزار تومانی جرثقیل، سرقت با انگیزه مالی را رد می‌کند.

### جمع‌آوری به دلیل مشکلات شرعی
برخی ناپدید شدن این مجسمه‌ها را جمع‌آوری از سوی مسئولان یا گروه‌های مذهبی بانفوذ به دلیل اشکالات شرعی توصیف می‌کنند. این فرضیه مورد قبول برخی رسانه‌های طرفدار حکومت هم قرار گرفته‌است. از جمله وبگاه تابناک در گزارشی استدلال می‌کند که با توجه به حضور دوربین‌های پلیس به ویژه در مراکزی که سرقت‌ها انجام گرفته، حضور نیروهای حراست و نگهبان مجموعه‌های مذکور، حضور جرثقیل، مدت زمان طولانی جابه‌جایی و تعلل و بی‌اعتنایی مقامات در رسیدگی به موضوع، تردیدی باقی نماند که این سرقت‌ها با انگیزه اعتقادی از سوی برخی گروه‌های خودسر و در هماهنگی با برخی مقامات صورت گرفته‌است. این در حالی است که احمد مسجدجامعی وزیر اسبق ارشاد گفته: «این آثار سردیس بوده و مجسمه نیست و احکامش هم متفاوت است.» بر اساس فتوای رهبر ایران، سید علی خامنه‌ای، حرمت شرعی مجسمه‌سازی فقط مربوط به «ساخت مجسمهٔ کامل انسان یا سایر حیوانات به صورت کامل» می‌شود.

### تحلیل خبرگزاری فارس مبنی بر «توطئه انگلیس»
خبرگزاری فارس به نقل از حسن محمدی «کارشناس ارشد میراث فرهنگی» اعلام کرد: «در پشت پرده سرقت سریالی مجسمه‌ای تهران احتمالاً دست‌های پنهان انگلیس وجود دارد.» وی دلیل خود را «سوابق کشور انگلستان در سرقت آثار تاریخی و اشیاء نفیس ملت‌ها» دانست.

## سرقت ناموفق
گروهی از سارقان قصد سرقت مجسمه ۷۰۰ کیلوگرمی «عبدالرحمن صوفی رازی» به وسیلهٔ جرثقیل را داشتند ولی پس از حضور مأموران شهرداری امکان سرقت آن را نیافتند ولی مجسمه خسارت دید.

## ساخت دوباره و جایگزینی
سازمان زیباسازی شهرداری تهران در تیر ماه ۱۳۸۹ از سازندگان مجسمه‌هایی که سرقت شده بود خواست که مجسمه‌ها را دوباره بسازند. تا ابتدای شهریور همان سال، ۸ مجسمه از ۱۲ مجسمه ربوده شده با کمک خالقان آن‌ها مجدداً ساخته شدند و نصب گردیدند. بنابر اعلام سازمان زیباسازی شهرداری تهران، می‌بایست ۴ مجسمه باقی‌مانده نیز تا پایان شهریورماه ساخته و نصب شده باشند. ۲ مجسمه از این مجموعه باقی‌مانده، به دلیل فقدان قالب اصلی برای ساخت نمونه اولیه، با مجسمه‌های دیگری جایگزین می‌شوند.